# 圣索菲亚教堂 (特拉布宗)
41°00′12″N 39°41′46″E / 41.00333°N 39.69611°E

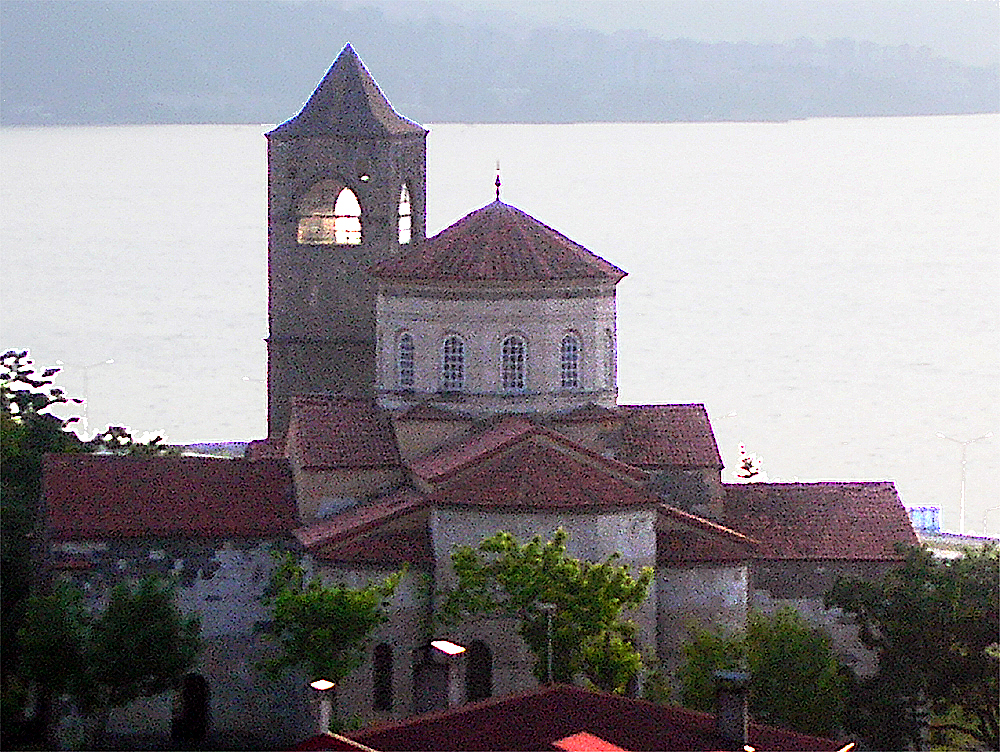

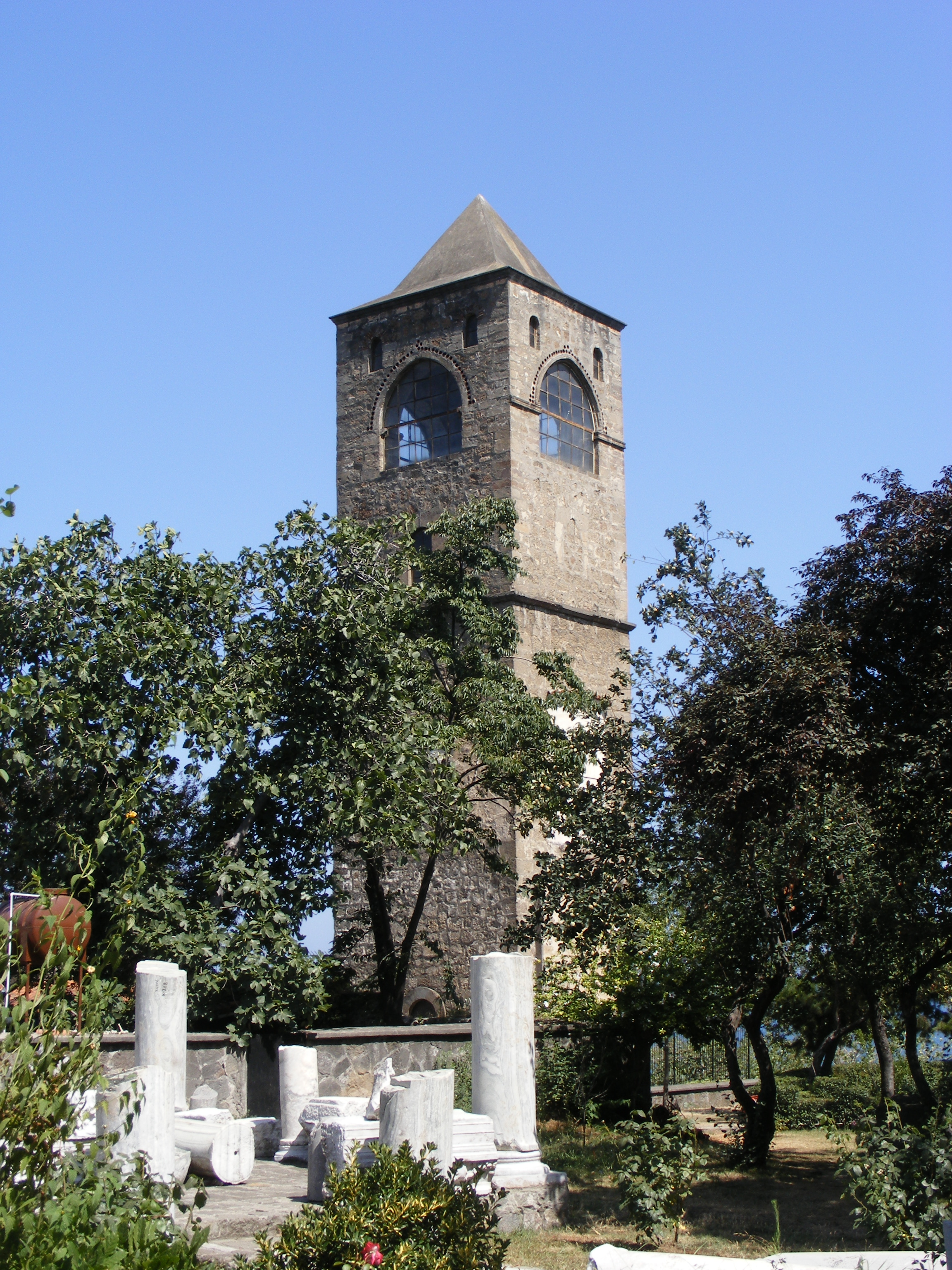
钟楼

圣索菲亚教堂（希臘語：Ἁγία Σοφία），现在是圣索菲亚博物馆，原为东正教教堂，建于1238-1263年，1584年改为清真寺，位于土耳其东北部特拉布宗，中世纪古城以西2英里的黑海海岸附近。它是该地区遗留的不多的拜占庭帝国遗迹之一，被认为是最精美的拜占庭建筑之一。

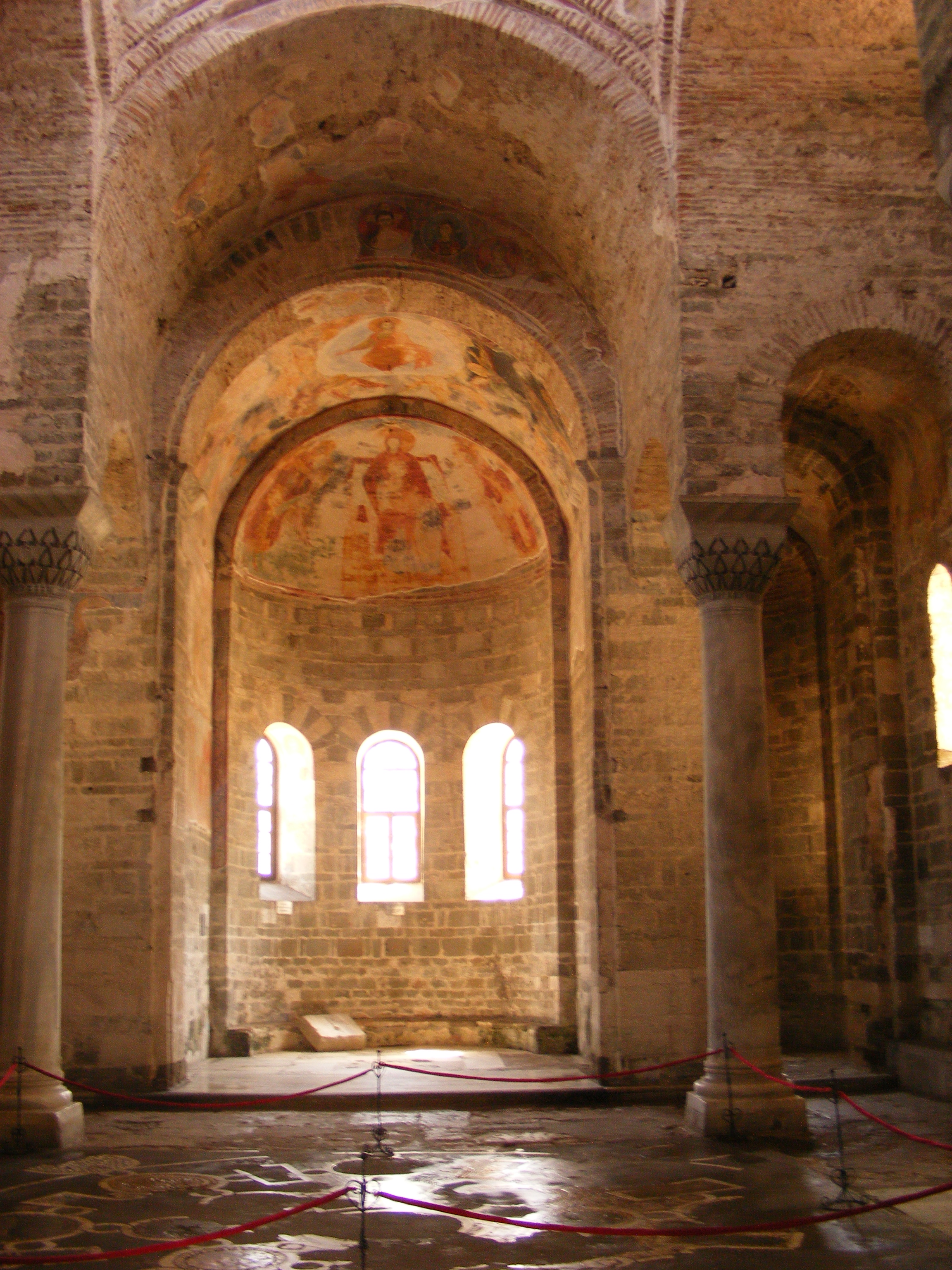
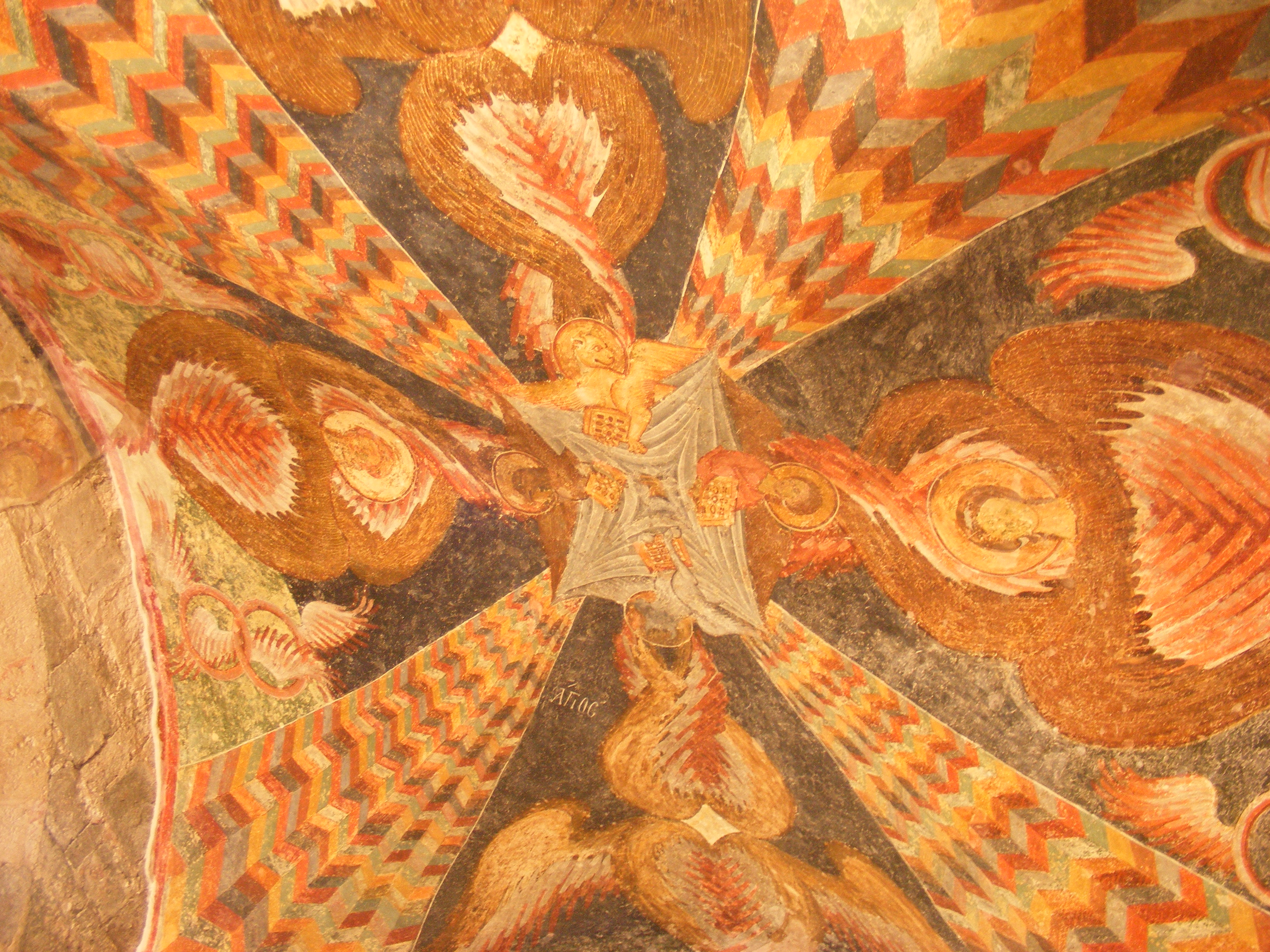
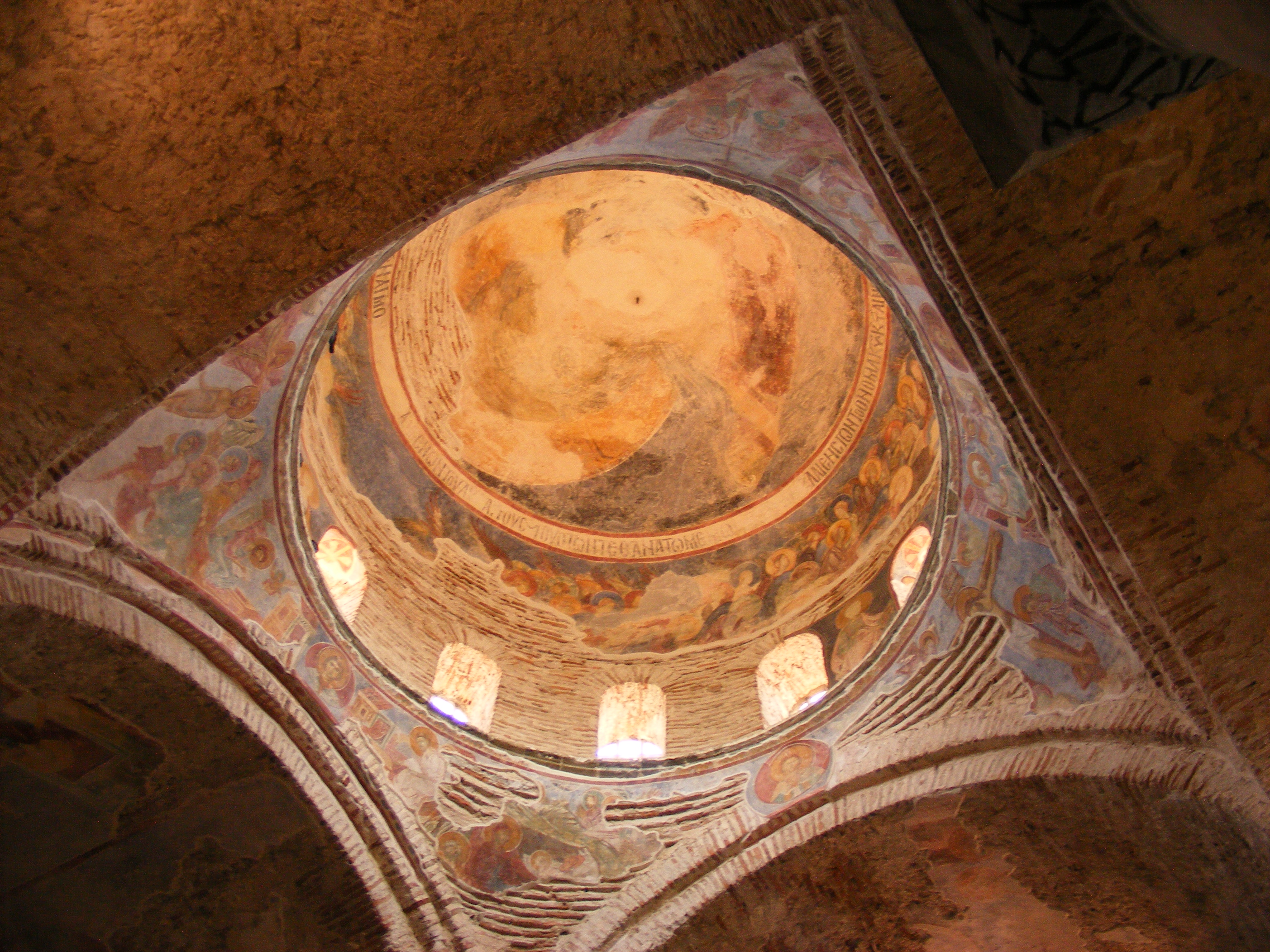
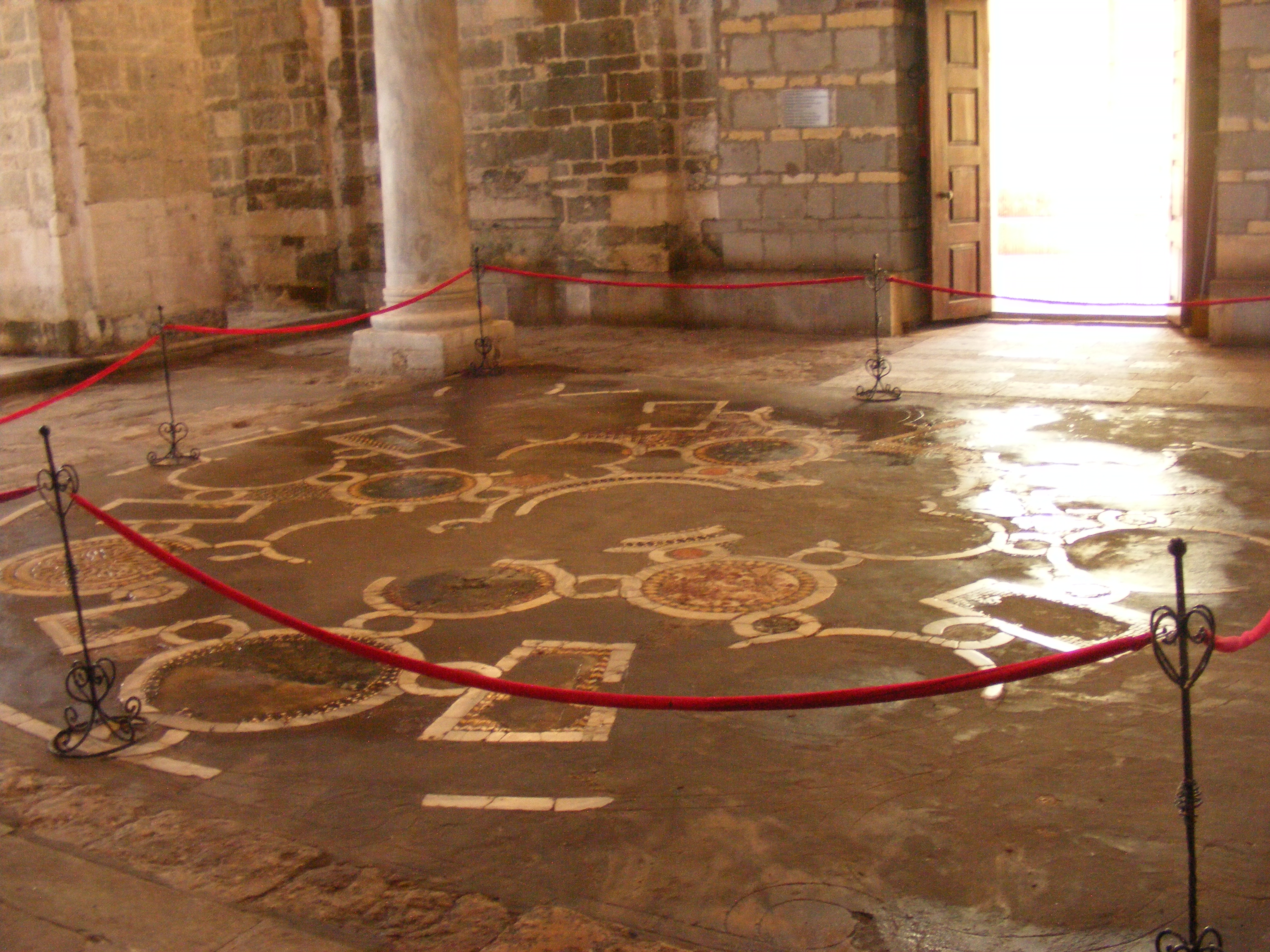
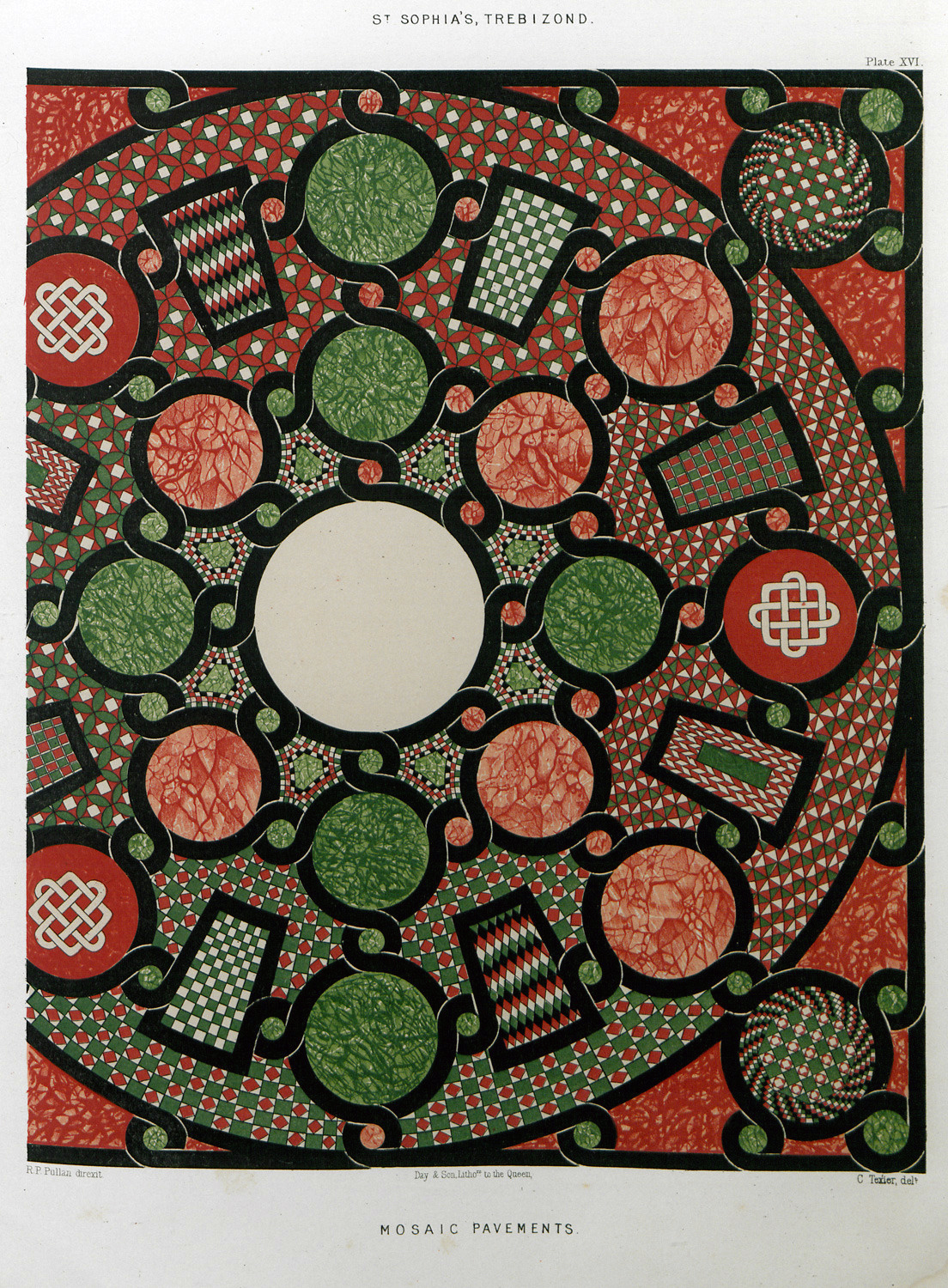